# Michaela Moua
Michaela Moua (* 18. August 1976 in Helsinki) ist eine ehemalige finnische Basketballspielerin. Seit dem 17. Mai 2021 ist sie die erste Antirassismusbeauftragte der Europäischen Union.

## Leben

### Sportliche Karriere
Die Tochter einer Finnin und eines Ivorers begann 1992 im Alter von 16 Jahren ihre Karriere beim Klub Pussihukat in der nördlich von Helsinki gelegenen Stadt Vantaa. Im selben Jahr wurde sie auf Anhieb auch Nationalspielerin für das Frauenteam Finnlands. Ausgestattet mit einem Stipendium, studierte sie ab 1996 Internationale Beziehungen an der Ohio State University und spielte parallel als erste Ausländerin für die Basketballauswahl der Hochschule, die Ohio State Buckeyes. Zeitweise war sie Topscorer ihres Teams. 2000 kehrte sie nach Europa zurück und schloss sich zunächst dem ESB Villeneuve-d’Ascq in Frankreich an. Es folgten weitere Stationen in Italien, der Schweiz (Ovronnaz-Martigny Basket; Université BC Neuchâtel), Ungarn und Kroatien.
Ab 2009 spielte sie wieder in ihrer finnischen Heimat, zunächst in Espoo. 2011 beendete sie ihre Karriere in Forssa. Die 182 cm große Moua wurde als Power Forward und Center eingesetzt. Sie bestritt 124 A-Länderspiele für Finnland. 2004 und 2005 wurde sie mit Ovronnaz-Martigny Basket Schweizer Meisterin, mit demselben Team 2005 Schweizer Cupsiegerin. 2007 gewann sie mit ŽKK Gospić auch den kroatischen Cup.

### Nach dem Sport
Nach ihrer Basketballkarriere arbeitete Michaela Moua für verschiedene Nichtregierungsorganisationen in Finnland, die Rassismus und Diskriminierung bekämpfen, so z. B. für die Helsinki Human Rights Foundation. In Vantaa koordinierte sie das Projekt „Sporttia kaikille“ (Sport für alle), das multikulturelle Aktivitäten förderte. Sie hatte auch mehrere Vertrauensstellungen inne und war unter anderem Vorsitzende des Beirats für ethnische Beziehungen in Südfinnland. Sie engagierte sich darüber hinaus persönlich gegen Hassreden und teilte ihre eigenen Erfahrungen mit dem Alltagsrassismus in Finnland.
Am 17. Mai 2021 ernannte die EU-Kommission Moua zur ersten Antirassismusbeauftragten ihrer Geschichte. Für dieses neue Amt gab sie eine Tätigkeit im finnischen Justizministerium auf. Nach Aussage der für Gleichheitsfragen zuständigen EU-Kommissarin Helena Dalli wurde mit Mouas Ernennung eine Verpflichtung des Aktionsplans der EU gegen Rassismus umgesetzt. Moua soll in ihrer Funktion mit Vertretern von Minderheiten sowie mit Akteuren aus Zivilgesellschaft und Wissenschaft zusammenarbeiten, „um die politischen Maßnahmen im Bereich des Antirassismus zu stärken“.